# 谭家镇
谭家镇，是中华人民共和国重庆市开州区下辖的一个乡镇级行政单位。

## 行政区划
谭家镇下辖以下地区：
关帝社区、龙溪村、明水村、凉峰村、花仙村、南丫村、撕栗村、向家村和锦竹村。